# Menhire von Seedorf
Die Menhire von Seedorf sind zwei vorgeschichtliche Menhire bei Seedorf im Kreis Herzogtum Lauenburg, Schleswig-Holstein. Es handelt sich um einen Rillenstein und einen weiteren, unbearbeiteten Stein.

## Lage
Die beiden Steine befinden sich etwa auf halber Strecke zwischen Seedorf und Zarrentin am Schaalsee auf einer Anhöhe im Waldgebiet „Tierpark“ nahe dem Ufer des Schaalsees. Sie stehen 13 m in ost-westlicher Richtung voneinander entfernt. Der Standort war wohl noch bis in die 1940er Jahre eine Insel oder Halbinsel.

## Forschungsgeschichte
Der Rillenstein wurde 1973 bei Waldarbeiten entdeckt. Er war umgekippt und zu etwa drei Vierteln mit Erde bedeckt. Später wurde er wieder aufgerichtet. Der benachbarte Monolith wurde erstmals 2013 von Johannes Groht als möglicher Menhir beschrieben. Groht konnte in seiner Umgebung keine Grube oder sonstige Hinweise ausmachen, die darauf hindeuten, dass der Stein erst in jüngerer Zeit aufgerichtet worden wäre.

## Beschreibung

### Der Rillenstein
Der Stein ist plattenförmig und südwest-nordöstlich orientiert. Er lehnt an einer Baumwurzel. Der Stein besteht aus rötlichem Granit und hat eine Höhe von 1,40 m, eine Breite von 1,00 m und eine Dicke von 0,45 m. Auf der nordwestlichen Breitseite und den beiden Schmalseiten befindet sich im oberen Drittel eine künstliche Rille mit einer Breite von 6 cm und einer Tiefe zwischen 3,5 und 5 cm. Oberhalb der Rille weist der Stein ein Schälchen mit einem Durchmesser von 6 cm und einer Tiefe von 3,5 cm auf.
Nach Karl Wilhelm Struve könnte es sich bei dem Stein um einen anthromorphen Menhir handeln. Johannes Groht führt drei weitere Menhire an, bei denen eine Kombination aus Rille und Schälchen vorkommt: Der Menhir von Bliedersdorf (Niedersachsen), der Menhir von Dahlhausen (Nordrhein-Westfalen) und der Menhir von Trittenheim (Rheinland-Pfalz).

### Der Monolith
Der Monolith hat einen ovalen Querschnitt und läuft nach oben spitz zu. Er besteht aus grauem Granit und hat eine Höhe von 0,76 m, eine Breite von 0,8 m und eine Dicke von 0,65 m.